# Прудки (Сафоновский район)
 Прудки — деревня  в  Смоленской области России,  в Сафоновском районе. Расположена в центральной части области  в 20 км к востоку от Сафоново, на левом берегу реки Днепр, в 0,5 км к югу от автомагистрали М1 «Беларусь». В 2,5 км к югу от деревни железнодорожная станция 300-й километр на линии Москва-Минск. Административный центр Прудковского сельского поселения.

## История
Здесь на высоком левом берегу Днепра во время Великой Отечественной войны был создан мощный оборонительный рубеж. На бетонированных площадках установили 20 тяжелых морских орудий. Отряд из 800 моряков Балтийского флота под командованием капитан-лейтенанта А.Е. Остроухова в октябре 1941 г. своим огнем на сутки задержал продвижение фашистской танковой армады по магистрали Москва - Минск.

## Достопримечательности
- Главной достопримечательностью Прудков является памятник студентам и преподавателям Московского энергетического института (МЭИ),в годы ВОв строивших оборонительные укрепления на берегах реки Днепр.
- В селе похоронена Герой Социалистического Труда Анна Сергеева.